# Wissensbuch des Jahres
Wissensbuch des Jahres (bis einschließlich 2010 Wissenschaftsbuch des Jahres) ist eine Auszeichnung, die von der Zeitschrift Bild der Wissenschaft seit 1993 in sechs verschiedenen Kategorien verliehen wird. Die Jury besteht aus bekannten Wissenschaftsjournalisten und Presseverantwortlichen im deutschsprachigen Raum. Seit 2011 haben auch die Leser und Leserinnen die Möglichkeit, eine Stimme abzugeben.

## Kategorien
In folgenden Kategorien werden die Preise vergeben:
- Überblick: Das Buch, das den Hintergrund eines Themas am besten ausleuchtet
- Ästhetik: Das Buch, das am schönsten gemacht ist
- Unterhaltung: Das Buch, das ein Thema am spannendsten präsentiert
- Überraschung: Das Buch, das ein Thema am originellsten anpackt
- Zündstoff: Das Buch, das ein brisantes Thema am kompetentesten darstellt
- Perspektive: Das beste Sachbuch für junge Leser

## Ausgezeichnete Bücher
| Jahr    | Überblick                                                                             | Ästhetik                                                                         | Unterhaltung                                                                              | Überraschung                                                               | Zündstoff                                                                                 | Wissen |
| ------- | ------------------------------------------------------------------------------------- | -------------------------------------------------------------------------------- | ----------------------------------------------------------------------------------------- | -------------------------------------------------------------------------- | ----------------------------------------------------------------------------------------- | --- |
| 1993    | Friedrich Cramer: Der Zeitbaum                                                        | Günther Ohloff: Irdische Düfte – himmlische Lust                                 | Etienne Klein: Gespräche mit der Sphinx                                                   | A.J. Dunning: Extreme                                                      | Siegfried Bär: Forschen auf Deutsch                                                       | Hans Christian von Baeyer: Das Atom in der Falle                                                          |
| 1994    | Klaus Bergdolt: Der schwarze Tod in Europa                                            | P. Strain, F. Engle: Porträt unseres Planeten                                    | Wally und Horst Hagen: Die Sache mit dem Storch                                           | D.L. Cheney, R.M. Seyfarth: Wie Affen die Welt sehen                       | Dieter Hoffmann: Operation Epsilon                                                        | J. Hoff, J. in der Schmitten: Wann ist der Mensch tot?                                                    |
| 1995    | Wulf Schiefenhövel u. a.: Der Mensch – Anthropologie heute                            | Bernhard Edmaier, Angelika Jung-Hüttl: Vulkane                                   | Oliver Sacks: Eine Anthropologin auf dem Mars                                             | Bert Hölldobler, Edward O. Wilson: Ameisen                                 | Luca und Francesco Cavalli-Sforza: Verschieden und doch gleich                            | Alexandra W. Logue: Die Psychologie des Essens und Trinkens                                               |
| 1996    | Laurie Garrett: Die kommenden Plagen                                                  | Jean Clottes, Jean Courtin: Grotte Cosquer                                       | Otto Krätz, Helga Merlin: Casanova                                                        | John Kotre: Weiße Handschuhe                                               | Michael Miersch, Dirk Maxeiner: Ökooptimismus                                             | Joseph S. Levine, David Suzuki: Das Lebensmolekül                                                         |
| 1997    | Randolph M. Nesse, George C. Williams: Warum wir krank werden                         | Bernhard Edmaier, Angelika Jung-Hüttl: Eisige Welten                             | Dava Sobel: Längengrad                                                                    | John Gribbin: Schrödingers Kätzchen und die Suche nach der Wirklichkeit    | Jacques Attali: Strahlende Geschäfte                                                      | May R.Berenbaum: Blutsauger, Staatsgründer, Seidenfabrikanten                                             |
| 1998    | Simon Singh: Fermats letzter Satz                                                     | Royal Geographical Society (Hrsg.): Hinter dem Horizont                          | Matt Ridley: Die Biologie der Tugend                                                      | Gabriele Kautzmann, Gaby Miketta (Hrsg.): Krieg in unserem Körper          | John Horgan: An den Grenzen des Wissens                                                   | Hans Meinhardt: Wie Schnecken sich in Schale werfen                                                       |
| 1999    | Richard Dawkins: Gipfel des Unwahrscheinlichen                                        | Michael Light: Full Moon – Aufbruch zum Mond                                     | Caroline Alexander: Die Endurance                                                         | Midas Dekkers: An allem nagt der Zahn der Zeit                             | Philip Kitcher: Genetik und Ethik                                                         | Alan Guth: Die Geburt des Kosmos aus dem Nichts                                                           |
| 2000    | Michael Gleich, Dirk Maxeiner, Michael Miersch, Fabian Nicolay: Life Counts           | Norbert Rosing: Yellowstone                                                      | Erik Larson: Isaacs Sturm                                                                 | Andrea Künzig, Anna Neumann: Menschenskinder                               | Ulrike Baureithel, Anna Bergmann: Herzloser Tod                                           | Brian Greene: Das elegante Universum                                                                      |
| 2001    | John R. Maddox: Was zu entdecken bleibt                                               | Art Wolfe: Der Atem der Wildnis                                                  | Robert L. Wolke: Was Einstein seinem Friseur erzählte                                     | Sarah Blaffer Hrdy: Mutter Natur – Die weibliche Seite der Evolution       | Ian Wilmut, Keith Campbell, Colin Tudge: Dolly – Der Aufbruch ins biotechnische Zeitalter | Peter Rothe: Erdgeschichte – Spurensuche im Gestein                                                       |
| 2002    | Eva Jaeggi: Und wer therapiert die Therapeuten?                                       | Deutsches Zentrum für Luft- und Raumfahrt: Kunstwerk Erde                        | Robert M. Sapolsky: Mein Leben als Pavian                                                 | Keith Devlin: Das Mathe-Gen                                                | J. Miller, St. Engelberg, W. J. Broad: Virus – Die lautlose Bedrohung                     | Gerd Gigerenzer: Das Einmaleins der Skepsis                                                               |
| 2003    | Steve Olson: Herkunft und Geschichte des Menschen                                     | Oliver Meckes, Nicole Ottawa: Die fantastische Welt des Unsichtbaren             | Michael Pollan: Die Botanik der Begierde                                                  | Ulrich Janßen, Ulla Steuernagel: Die Kinder-Uni                            | Hilmar Schmundt: Hightechmärchen                                                          | Bas Haring: Warum ist der Eisbär weiß?                                                                    |
| 2004    | Bill Bryson: Eine kurze Geschichte von fast allem                                     | Bernhard Edmaier, Angelika Jung-Hüttl: Geo-Art Deutschland                       | John Griesemer: Rausch                                                                    | Peter Barham: Die letzten Geheimnisse der Kochkunst                        | Steven Pinker: Das unbeschriebene Blatt                                                   | Rudolf Kippenhahn: Das Geheimnis des großen Bären                                                         |
| Jahr    | Überblick                                                                             | Ästhetik                                                                         | Unterhaltung                                                                              | Überraschung                                                               | Zündstoff                                                                                 | Perspektive                                                                                               |
| 2005    | James Luhr: Die Erde                                                                  | Windsor Chorlton: Kunstwerk Körper                                               | Daniel Kehlmann: Die Vermessung der Welt                                                  | Reto Schneider: Das Buch der verrückten Experimente                        | Lauren Slater: Von Menschen und Ratten                                                    | Henning Wiesner, Walli Müller, Günter Mattei: Müssen Tiere Zähne putzen?                                  |
| 2006    | Eric R. Kandel: Auf der Suche nach dem Gedächtnis                                     | Art Wolfe: Kunst der Tarnung                                                     | Frank Schätzing: Nachrichten aus einem unbekannten Universum                              | Jared Diamond: Kollaps                                                     | Tim Flannery: Wir Wettermacher                                                            | Emily Sands: Expedition ins alte Ägypten                                                                  |
| 2007    | Gabrielle Walker: Ein Meer von Luft                                                   | Claire Nouvian: The Deep                                                         | Arthur I. Miller: Der Krieg der Astronomen                                                | Mick Conefrey: Wie man bei Windstärke 10 stilvoll eine Tasse Tee trinkt    | Gerd Gigerenzer: Bauchentscheidungen                                                      | Richard Dungworth: Pop-up Buch Dinosaurier                                                                |
| 2008    | Günther Hasinger: Das Schicksal des Universums                                        | Jean-Baptiste de Panafieu, Patrick Gries: Evolution                              | Erik Larson: Marconis magische Maschine                                                   | Neil Shubin: Der Fisch in uns                                              | Richard Dawkins: Der Gotteswahn                                                           | Claire Didier: Die Welt ist voller Löcher                                                                 |
| 2009    | Simon Singh, Edzard Ernst: Gesund ohne Pillen – was kann die Alternativmedizin?       | Madeline Harley, Rob Kesseler: Die geheimnisvolle Sexualität der Pflanzen        | Dominic Streatfeild: Gehirnwäsche                                                         | Florian Werner: Die Kuh                                                    | Ulrich Schnabel: Die Vermessung des Glaubens                                              | Phillip Lars Manning: Die Entdeckung der Dinomumie                                                        |
| 2010    | Detlev Ganten, Thilo Spahl, Thomas Deichmann: Die Steinzeit steckt uns in den Knochen | Theodore Gray: Die Elemente                                                      | Linus Reichlin: Der Assistent der Sterne                                                  | Arthur Brehmer (Hrsg.): Die Welt in hundert Jahren                         | Alexander Unzicker: Vom Urknall zum Durchknall                                            | Guillaume Duprat: Seit wann ist die Erde rund?                                                            |
| 2011    | Douglas Palmer: Die Evolution des Menschen                                            | Christoph Drösser, Hrsg.: Wissen in Bildern                                      | Ian McEwan: Solar                                                                         | Apostolos Doxiadis, Christos Papadimitriou und Alecos Papadatos: Logicomix | Nicholas Carr: Wer bin ich, wenn ich online bin … und was macht mein Gehirn solange?      | Gerd Schneider: Von einem, der auszog, die Welt zu verstehen und bis zum Abendessen wieder da sein wollte |
| 2012    | Siddhartha Mukherjee: Der König aller Krankheiten: Krebs – eine Biografie             | Art Wolfe: Landschaften zwischen Himmel und Erde                                 | Marc Elsberg: Blackout – Morgen ist es zu spät                                            | Neil MacGregor: Eine Geschichte der Welt in 100 Objekten                   | Gian Domenico Borasio: Über das Sterben                                                   | David Burnie: Die Geheimnisse der Tierwelt                                                                |
| 2013    | E.O. Wilson: Die soziale Eroberung der Erde                                           | Mark Laita: Schlangen                                                            | Martin Puntigam, Werner Gruber, Heinz Oberhummer: Gedankenlesen durch Schneckenstreicheln | Axel Wagner: Das Tier in dir                                               | Allen Frances: Normal                                                                     | Dorling Kindersley: Optische Täuschungen                                                                  |
| 2014    | Simon Garfield: Karten!                                                               | Florence Tinard: Das Herbarium der Entdecker                                     | Marc Elsberg: Zero – Sie wissen, was du tust                                              | Hugh Aldersey-Williams: Anatomien                                          | Ben Goldacre: Die Pharma-Lüge                                                             | Jan Paul Schutten, Floor Rieder: Evolution oder das Rätsel von allem, das lebt                            |
| 2015    | Michael Pollan: Kochen                                                                | Caspar Henderson: Wahre Monster                                                  | Andy Weir: Der Marsianer                                                                  | Barbara Natterson-Horowitz, Kathryn Bowers: Wir sind Tier                  | Elizabeth Kolbert: Das 6. Sterben                                                         | Lucy Letherland: Der Atlas der Abenteuer                                                                  |
| 2016    | Thomas de Padova: Allein gegen die Schwerkraft                                        | Michael Martin: Planet Wüste                                                     | Lily King: Euphoria                                                                       | David G. Haskell: Das Verborgene Leben des Waldes                          | Fred Pearce: Die neuen Wilden                                                             | Jens Soentgen, Vitali Konstantinov: Wie man mit dem Feuer philosophiert                                   |
| 2017    | Siddhartha Mukherjee: Das Gen                                                         | Johann Brandstetter, Josef H. Reichholf: Symbiosen                               | Morten A. Strøksnes: Das Buch vom Meer                                                    | Thibault Damour, Mathieu Burniat: Das Geheimnis der Quantenwelt            | Yuval Noah Harari: Homo Deus – Eine Geschichte von Morgen                                 | Gianumberto Accinelli, Serena Viola: Der Dominoeffekt                                                     |
| 2018    | Bas Kast: Der Ernährungskompass                                                       | Richard Barnett: Mut zur Lücke                                                   | Sy Montgomery: Rendezvous mit einem Oktopus                                               | Karin Bojs: Meine europäische Familie                                      | Hans Rosling, Anna Rosling Rönnlund, Ola Rosling: Factfulness                             | Robert Winston: Mein genialer Körper                                                                      |
| 2019    | Roland Schulz: So sterben wir                                                         | Andrea Wulf, Lillian Melcher: Die Abenteuer des Alexander von Humboldt           | Richard Powers: Die Wurzeln des Lebens                                                    | Menno Schilthuizen: Darwin in der Stadt                                    | Yuval Noah Harari: 21 Lektionen für das 21. Jahrhundert                                   | Karsten Brensing, Nikolai Renger: Wie Tiere denken und fühlen                                             |
| 2020/21 | Mark Honigsbaum: Das Jahrhundert der Pandemien                                        | George Steinmetz, Andrew Revkin: Human Planet                                    | Dominik Eulberg: Mikroorgasmen überall                                                    | Carel van Schaik, Kai Michel: Die Wahrheit über Eva                        | Mai Thi Nguyen-Kim: Die kleinste gemeinsame Wirklichkeit                                  | Katharina Weiss-Tuider, Christian Schneider: Expedition Polarstern                                        |
| 2022    | Philipp Dettmer: Immun                                                                | Tim Flach: Vögel                                                                 | Heiko Werning, Ulrike Sterblich: Von Okapi, Scharnierschildkröte und Schnilch             | Nicklas Brendborg: Quallen altern rückwärts                                | Delphine Papin, Bruno Tertrais: Atlas der Unordnung                                       | Piotr Socha, Monika Utnik-Strugala: Das Buch vom Dreck                                                    |
| 2023    | Anne Preger: Globale Überdosis                                                        | Derek Harvey, Elizabeth Wood, Michael Scott, Tom Jackson, Bea Perks: Mikrokosmos | Ned Beauman: Der gemeine Lumpfisch                                                        | Florian Aigner: Warum wir nicht durch Wände gehen                          | Thor Hanson: Von schrumpfenden Tintenfischen und windfesten Eidechsen                     | Silke Vry, Claudia Lieb: Der Dinosaurier im Fels                                                          |
| 2024    | Ed Conway: Material World                                                             | Sarah Heuzeroth: Die Welt in einer Eierschale                                    | Ilona Jerger: Lorenz                                                                      | Cal Flyn: Verlassene Orte                                                  | Christiane Grefe, Tanja Busse: Der Grund                                                  | Gianumberto Accinelli, Giulia Zaffaroni: Hinauf ins Himmelblau                                            |